# Stocks and Blondes (film 1928)

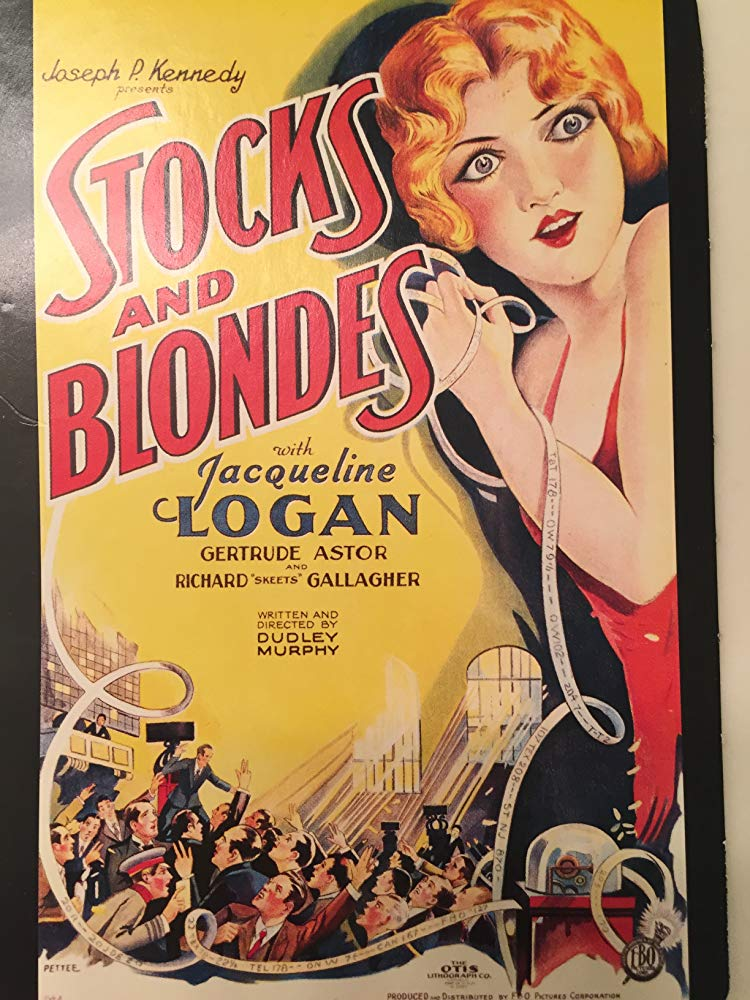

Stocks and Blondes è un film del 1928 scritto e diretto da Dudley Murphy.

## Trama
Tom, che lavora per Powers, un broker, viene licenziato proprio mentre ha bisogno di denaro per il suo matrimonio con Patsy. La ragazza, che lavora come ballerina al Kit Kat Club, conosce Powers, l'ex capo di Tom, e riesce a fargli spifferare alcune informazioni sul mercato finanziario. Il giorno dopo, Tom riceve da uno studio legale l'incarico di giocare in Borsa per un cliente che vuole restare anonimo. Deve comprare e vendere delle azioni seguendo le istruzioni del misterioso cliente che altri non è che Patsy, la quale usa le imbeccate di Powers per istruire il fidanzato ignaro. Tom guadagna un sacco di soldi ma il denaro gli fa male e lui diventa arrogante e vanitoso. Quando crede di sorprendere insieme Patsy e Powers, accusa la ragazza e poi, depresso, si ubriaca. Patsy gli confessa di essere lei il suo cliente. Tom si ravvede e si riconcilia con la sua ragazza.

## Produzione
Il film fu prodotto dalla Film Booking Offices of America (FBO).

## Distribuzione
Distribuito dalla Film Booking Offices of America (FBO), il film uscì nelle sale cinematografiche USA il 9 settembre 1928.